# Driolèstides
|  | Per a altres significats, vegeu «Driolèstids». |

Els driolèstides (Dryolestida) són un ordre extint de mamífers que existiren entre el Juràssic i el Paleogen. S'ha suggerit que aquest grup d'animals són o bé els avantpassats dels teris o bé una altra branca del mateix llinatge evolutiu. També es creu que tenien una mandíbula completament mamífera i els tres ossos de l'orella mitjana. A part d'això no se sap gaire cosa d'ells, car la majoria de fòssils que se n'ha trobat són restes de mandíbules i dents.